# Grab Them Cakes
Grab Them Cakes is een rapnummer geschreven door David Wolff, George Pavlis, en Vernie 'Butch' Taylor. De oorspronkelijke versie werd in 1981 opgenomen door de onbekende rapper Captain Chameleon. 

## Versie Junkyard Dog & Vicki Sue Robinson
In 1985 nam worstelaar Silvester 'Junkyard Dog' Ritter (1952-1998) het op voor The Wrestling Album, een initiatief van de World Wrestling Federation waaraan hij destijds was verbonden. Junkyard Dog werd bijgestaan zangeres/actrice Vicki Sue Robinson (1954-2000), bekend van de discoklassieker Turn The Beat Around. David Wolff en Rick Derringer namen de productie op zich. 

### Promotie
Grab Them Cakes verscheen op single met als B-kant de instrumentale uitvoering. Het gelegenheidsduo werd in de videoclip en in het televisieprogramma American Bandstand (uitgezonden op 16 november 1985) 'begeleid' door Derringer op gitaar, Wolff op toetsen, Carmine Appice op drums en Mona Flambé (alter ego van Cindy Lauper op bas. Speciaal voor The Wrestling Album werden de Slammy Awards in het leven geroepen. De eerste uitreiking vond eind december 1985 plaats voor uitzending in maart 1986). JYD en Robinson traden als laatste op, en namen min of meer gezamenlijk de prijs in ontvangst voor 'Beste Single'. Grab Them Cakes was ook genomineerd in de categorie 'Meest Schandalig'; deze werd 'gewonnen' door Nikolai Volkoff.